# Finale Europacup I 1966

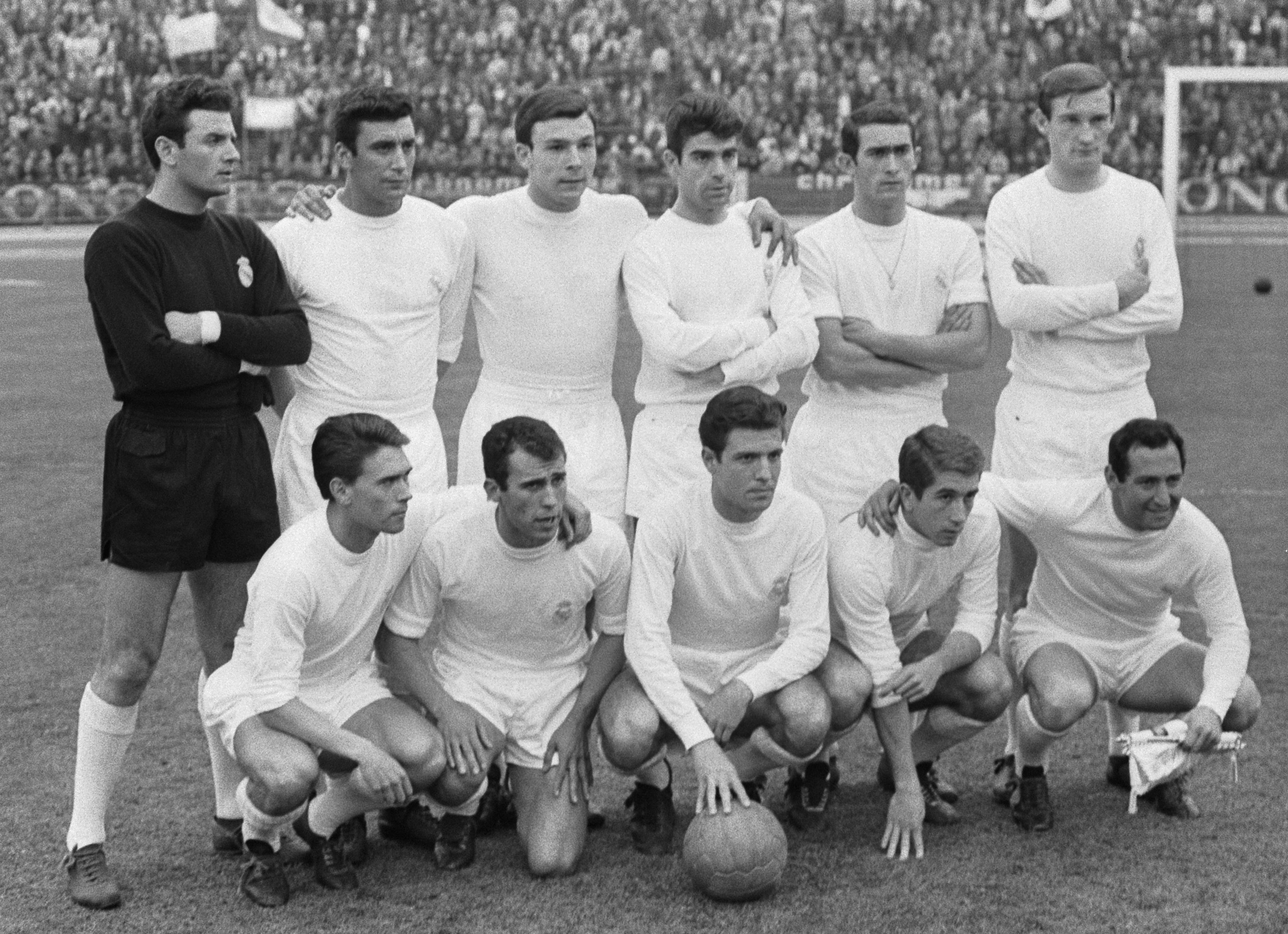
Real Madrid voor de finale

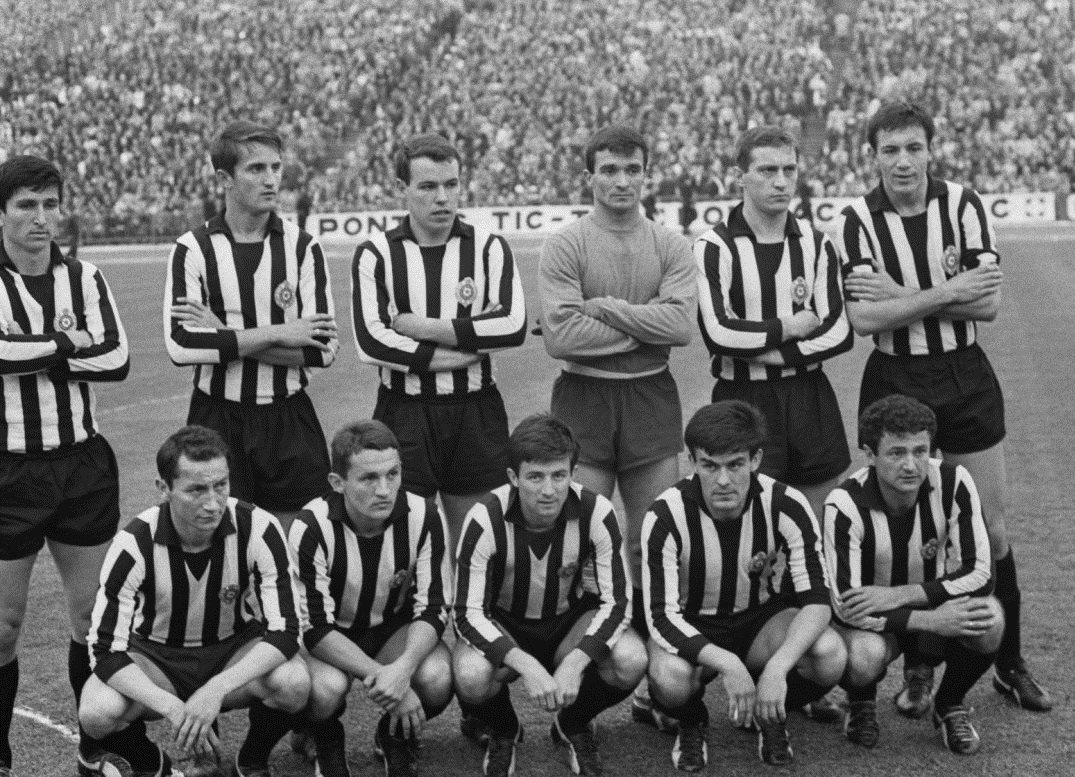
FK Partizan voor de finale

De finale van de Europacup I van het seizoen 1965/66 werd gehouden op 11 mei 1966 in het Heizelstadion in Brussel. Het Spaanse Real Madrid stond voor de achtste keer in de finale van de Europacup. Het kwam 0-1 achter tegen het Joegoslavische FK Partizan, maar won uiteindelijk met 2-1. Voor de Koninklijken was het de zesde keer dat ze de beker met de grote oren wonnen.
De zege van Real Madrid betekende het definitieve einde van een gouden generatie die gekenmerkt werd door stervoetballers als Ferenc Puskás, Francisco Gento en Alfredo Di Stéfano. Van die drie is Gento overigens de enige die elke finale speelde. Het Spaanse team speelde in totaal acht finales in elf edities van de Europacup I.
|             |                        |       |             |                                                                                               |
| 11 mei 1966 | Real Madrid            | 2 – 1 | FK Partizan | Heizelstadion, Brussel Toeschouwers: 46.745 Scheidsrechter: Rudolf Kreitlein (West-Duitsland) |
| 11 mei 1966 | Amancio 70' Serena 76' |       | 55' Vasović | Heizelstadion, Brussel Toeschouwers: 46.745 Scheidsrechter: Rudolf Kreitlein (West-Duitsland) |

| Real Madrid | Partizan |

| Real Madrid: |    |                         |
|              |    |                         |
| GK           | 1  | José Araquistáin        |
| DF           | 2  | Pachín                  |
| DF           | 3  | Pedro de Felipe         |
| DF           | 4  | Ignacio Zoco            |
| DF           | 5  | Manuel Sanchís Martínez |
| MF           | 6  | Pirri                   |
| MF           | 7  | Manuel Velázquez        |
| FW           | 8  | Fernando Serena         |
| FW           | 9  | Amancio Amaro           |
| FW           | 10 | Ramón Grosso            |
| FW           | 11 | Francisco Gento         |
| Coach:       |    |                         |
| Miguel Muñoz |    |                         |

| FK Partizan:  |    |                     |
|               |    |                     |
| GK            | 1  | Milutin Šoškić      |
| DF            | 2  | Fahrudin Jusufi     |
| DF            | 3  | Velibor Vasović     |
| DF            | 4  | Branko Rašović      |
| DF            | 5  | Ljubomir Mihajlović |
| MF            | 6  | Vladica Kovačević   |
| MF            | 7  | Radoslav Bečejac    |
| FW            | 8  | Mane Bajić          |
| FW            | 9  | Mustafa Hasanagić   |
| FW            | 10 | Milan Galić         |
| FW            | 11 | Josip Pirmajer      |
| Coach:        |    |                     |
| Abdulah Gegić |    |                     |